# Ara Pacis
 Ara Pacis  (лат. Ara Pacis Augustae), олтар посвећен римској богињи Мира (Pax), подигао је Сенат 13. п. н. е.- 9 године п. н. е. , у част повратка Октавијана Августа из Галије и Хиспаније. Олтар се првобитно налазио на североисточном делу Марсовог поља, у непосредној близини Via Flaminiа, заједно са Августовим маузолејем и Августовим соларним сатом (лат. Horologium Augusti). Сам Август говори о градњи Аре Пацис у свом делу Res Gestae. Археолошка ископавања Аре Пацис иницирао је Бенито Мусолини 1937. године, када је ангажовао археолога Г. Моретија (G. Moretti). Олтар се данас налази у Музеју Ара Пацис, где је премештен 1938. године.

## Архитектура
Ара Пацис је израђена од најфинијег мермера из Караре. Сачињена је од два архитектонска дела: самог олтара (ara), који је издигнут на постоље помоћу неколико степеника, и правоугаоног зида који га окружује са све четири стране. Зид има отворе на источној и западној страни. Украшен је рељефима у две зоне, како споља тако и изнутра. Улаз који води ка олтару налази се на западној страни.

## Рељефна декорација

### Унутрашња декорација
Унутрашња страна зида украшена је у доњем делу рељефном декорацијом која представља дрвену ограду. Ова ограда треба да евоцира свету границу града Рима, pomerium. У горњој зони поновљен је неколико пута мотив бикове лобање, bucrania, између којих висе раскошне гирланде. У оквиру гирланди представљени су различити плодови воћа, а изнад њих либационе посуде, патере. Декорација упућује на чин жртвовања, који се у оквиру тог простора обављао, па тако одговара самој намени грађевине. Приликом жртвовања приношене су различите животиње, а течна жртва је сипана из посуда као што су патере. Гирланде са воћем симболизују изобиље и плодност, а такође плодови се приносе римским боговима.

### Спољашња декорација

#### Свечана процесија
Спољашњи зид декорисан је у горњој зони свечаном процесијом и алегоријско-митолошким рељефним панелима. Две свечане процесије приказане су на северном и јужном зиду. У оквиру јужног зида представљен је цар Август са члановима породице и са представницима четири свештеничка реда. На северном зиду приказани су сенатори и њихове породице. Фигуре су изведене врло пажљиво, а најважније међу њима имају портретне карактеристике по којима су идентификоване. То су Август, Агрипа, Ливија, Тиберије и Друз. Они у рукама носе ловоров венац, римски симбол победе, а одевени су у тогу. Једино Август има пребачену тогу преко главе, попут свештеника, што означава да је он био и врховни свештеник, pontifex maximus. Уз њега су и представници сва четири свештеничка колегијума, pontifices, augures, viri sacris faciundis, viri epulonum. Деца су такође приказана у оквиру поворке, она симболизују будућност и опстанак династије. Читава процесија делује врло реалистично и активно јер су фигуре представљене у различитим позама, па чак и окренуте једна од друге. Умеће уметника огледа се и у обради стопала, која су код појединих фигура приказана како излазе из оквира рељефа, што додатно ствара утисак кретања и реалности. Поворке се крећу од истока ка западу, ка главном олтару, чиме се сугерише да оне активно учествују у актуелној жртви која се редовно приносила на олтар.
Посматране заједно, две процесије представљају дуализам римске власти. Август је наставио да влада на традиционалан начин, не укидајући Сенат, чиме је поштовао римску традицију насталу још у доба римске републике . Портрети чланова Јулијевске династије брижљиво су бирани. Они су распоређени у односу на тренутну близину царском трону, што указује да је Август желео суптилно да означи потенцијалне наследнике и обезбеди опстанак своје династије.
Обе процесије крећу се од истока ка западу и на тај начин трајно учествују у жртви која је приношена на олтар. Рељеф није био у потпуности историјски тачан. Поједине фигуре нису се налазиле у том тренутку у Риму, због чега се сцена из историјског измешта у ванвременску сферу.

#### Рељефни панели
На западној страни спољашњег зида, два рељефна панела окружују главни улаз у олтар. Јужни панел приказује Енеју који приноси жртву пенатима, кућним боговима, у присуству сина. Новија истраживања доводе у питање идентитет Енеје, предлажући да његова фигура представља Нума Помпилија, другог римског краља. Северни панел је доста оштећен, али на основу остатака и реконструкција утврђено је да су ту били приказани Ромул и Рем које доји вучица. Оба панела се односе на митско оснивање Рима, али и на порекло Јулијевске династије и самог Августа. Коришћењем ова два мита Август жели да својој владавини да легитимитет, повезујући се са славним прецима.
Источни зид садржи још два панела. Један од њих приказује богињу Геју, која је окружена са две персонификације. Богиња је одевена у класичну грчку одећу, у крилу јој се налазе две бебе као и различити плодови и воће. Иза ње су представљени снопови пшенице, мака и кукуруза, а испод њених ногу леже бик и овца. Идентите богиње често је довођен у питање. Могуће је да она представља и неко друго божанство, попут Венере, Церере или чак богиње мира Pax, којој је олтар и посвећен. Која год да је њена интерпретација јасно је да се ради о божанству које је повезано са изобиљем и плодношћу. Персонификације које је окружују преузете су из грчке иконографије, а персонификују ветрове. Лева персонификација односи се на ветрове са копна. Она је приказана на гуски, док се испод ње налази поток, који је симболизован у виду преврнутог крчага из ког тече вода. Десна персонификација репрезентује ветрове са мора, а приказана је на морској немани. Ове две персонификације такође су повезане са концептом плодности, јер ветар доноси падавине које потом натапају земљу чинећи је плоднијом. Други панел источног зида фрагментарно је очуван, а приказује богињу Рому која седи на нагомиланом оружју.
Оба панела непосредно сугеришу на Августа. Рељеф богиње Геје са разноликим атрибутима, који указују на изобиље, односи се на просперитет који је донела Августова владавина. Оружје на којем седи Рома симболизује ратни плен, који је Август акумулирао током својих војних похода. Захваљујући освајачкој политици, Август је обезбедио римском становништву благостање и изобиље.
У доњој зони спољашњег зида, целом дужином је представљена биљна декорација у виду винове лозе и акантуса. Винова лоза је један од најчешће употребљаваних античких декоративних мотива. Она симболизује раст и плодност природе. У оквиру акантусовог лишћа приказане су и различите ситне животиње, цвеће и воће. Ово цветање вегетације изнова указује на нов почетак и на нову еру коју је обезбедио Август, а која собом носи искључиво изобиље. На врховима појединих стабала акантуса налазе се лабудови који су симбол Аполона.

## Значење
Споменик Ара Пацис представља јавни споменик пропагандног карактера. Његова целокупна декорација указује на цара Августа и његове заслуге. Различитим средствима, историјским рељефом, митолошко-алегоријским рељефима, декоративним елементима, код посматрача се евоцира јасно значење и сугерише се на Августову величину. Иако с једне стране споменик представља реалне људе у реалном времену, његово значење ипак остаје безвремено и вечно, алудирајући на апстрактније поруке попут просперитета, плодности и изобиља.

## Стил
Рељефи Аре Пацис не представљају новину када је стил у питању. Они углавном прате хеленистичке стилске обрасце, што се види у начину обраде одеће, као и у позама фигура. Сличности су уочене са обрадом фигура на фризу атинског Партенона , који је могао да послужи као узор.